# Сторожук, Александр Александрович
Александр Александрович Сторожук (род. 10 августа 1981, Выселки, Краснодарский край) — российский футболист, защитник, полузащитник; тренер.

## Карьера
На профессиональном уровне выступал за клубы первого и второго дивизионов России «Жемчужина-2» Сочи (1999), «Ника» Москва (2001), «Краснодар-2000» (2002—2005), «Локомотив-НН» (2005), «Машук-КМВ» Пятигорск (2006—2007), СКА Ростов-на-Дону (2008), «Черноморец» Новороссийск (2009), «Металлург» Липецк (2009), «Иртыш» Омск (2010), «Горняк» Учалы (2011—2012), «Славянский» Славянск-на-Кубани (2012), «Афипс» Афипский (2014).
В «Афипсе» работал тренером (2015, по сентябрь; октябрь 2015 — май 2016), исполняющим обязанности главного тренера (сентябрь — октябрь 2015; май — июнь 2016), главным тренером (сезон 2017/18), главным тренером второй команды (июнь 2016 — август 2017). С 1 ноября 2019 по 1 июня 2021 года возглавлял молодёжную команду «Краснодара» и входил в тренерский штаб главной команды.
2 июня 2021 года стал главным тренером «Краснодара-2», однако из-за отсутствия лицензии UEFA Pro был заявлен как старший тренер, а главным тренером заявлен Алексей Герасименко. В марте 2022 года был назначен исполняющим обязанности главного тренера «Краснодара», с 24 мая — главный тренер.
4 января 2023 года после назначения на должность главного тренера «Краснодара» Владимира Ивича в ФК «Краснодар» было сообщено, что Сторожук останется в клубе, возглавив «Краснодар-2». 14 января Сторожук стал главным тренером тульского «Арсенала», заключив контракт с тульским клубом на полтора года.
16 июня 2025 года возглавил грозненский «Ахмат», подписав контракт на три года. 5 августа 2025 года стороны пришли к соглашению о расторжении трудового договора.

## Достижения
- Лучший тренер группы «Юг» первенства ПФЛ 2017/18
- Серебряный призёр молодёжного первенства России: 2020/21